# Cantó de Bèlmont de Rance
El cantó de Bèlmont de Rance és un cantó francès del departament de l'Avairon, situat al districte de Millau. Té sis municipis i el cap cantonal és Bèlmont de Rance.

## Municipis
- Bèlmont de Rance
- Montlaur
- Murasson
- Monés e Proencós
- Reborguil
- Sent Sever del Mostièr

## Història
| Data d'elecció                           | Identitat       | Partit        | Qualitat |
| ---------------------------------------- | --------------- | ------------- | -------- |
| 1931-1967                                | Adrien Viguier  |               |          |
| 1985-1998                                | Gilbert Lagarde | RPR           |          |
| 1985-2004                                | Albert Aliès    | CNIP          |          |
| 2004-                                    | Monique Alies   | divers droite |          |
| les dades anteriors no són pas conegudes |                 |               |          |
|                                          |                 |               |          |

## Demografia
| 1962  | 1968  | 1975  | 1982  | 1990  | 1999  | 2006  |
| ----- | ----- | ----- | ----- | ----- | ----- | ----- |
| 2.574 | 3.019 | 2.639 | 2.517 | 2.524 | 2.508 | 2.557 |